# Adrianus van den Bent
Generaal-majoor Adrianus Rudolphus van den Bent (Breda, 28 februari 1883 – Amersfoort, 6 juli 1957) was een Nederlands militair.
Van den Bent, een officier van de Koninklijke Landmacht, werd in 1941 door de Duitsers krijgsgevangen gemaakt. Hij had in de meidagen van 1940 het Vierde Legerkorps gecommandeerd.
In de eerste dagen van 1946 benoemde minister-president Louis Beel hem tot kanselier van de Nederlandse Ridderorden. Met die benoeming passeerde Beel de oudere generaal-majoor b.d. P.D.A. Frankamp (1879-1952) die, anders dan de benoemde van den Bent, wél ridder in de Militaire Willems-Orde was en gesolliciteerd had. De premier wilde vooral jonge, "vernieuwde", ridders uit het verzet en de jongste oorlog benoemd zien en verwachtte dat de jongere opperofficier dit beleid zou uitvoeren. De nieuwe kanselier pakte zijn werkzaamheden voortvarend aan en kon daarbij gebruikmaken van de in 1940 hervormde Wet op de Militaire Willems-Orde en het in 1941 in Londen vastgestelde reglement op de Militaire Willems-Orde. Met het oog op de vele heldendaden van strijdkrachten, koopvaardij en verzet tijdens de strijd tegen de Duitse en Japanse agressie waren er veel benoemingen in de Militaire Willems-Orde te verwachten. Van den Bent probeerde daarom een Kapittel van de Militaire Willems-Orde te laten benoemen dat voordrachten zou kunnen beoordelen.
Toen een van de oude ridders, er waren sinds 1928 geen benoemingen meer geweest, bezwaar maakte tegen een kanselier die niet zoals alle kanseliers voor hem het kruis van de Willems-Orde droeg trokken alle kandidaten zich terug. De wet schreef voor dat de kanselier "zoo mogelijk" ridder in de Militaire Willems-Orde moest zijn. De veteranen betoogden dat er onder de ridders geschikte kandidaten waren en wezen van den Bent af. In april 1946 diende van den Bent zijn ontslag in omdat hij begreep dat hij, ondanks het vertrouwen van Beel, geen kanselier kon blijven. Terstond bleken de ridders nu wél zitting in een Kapittel te willen nemen. Zij werden geïnstalleerd door van den Bent maar voorgezeten door generaal-majoor b.d. Frankamp. In plaats van Frankamp werd nu een van de zojuist benoemde ridders, generaal-majoor Henri Koot, Kanselier van de Nederlandse Ridderorden.
Adrianus van den Bent was ridder in de Orde van Oranje-Nassau met de Zwaarden, drager van het Mobilisatiekruis 1914-1918, adjudant i.b.d. van Hare Majesteit de Koningin en Grootkruis in de Belgische Orde van Leopold II.